# Vāshūr
Vāshūr (persiska: واشور, وَشُّر, باچور, باشور) är en ort i Iran.   Den ligger i provinsen Hamadan, i den nordvästra delen av landet, 280 km väster om huvudstaden Teheran. Vāshūr ligger 1 991 meter över havet och antalet invånare är 608.
Terrängen runt Vāshūr är platt åt nordost, men åt sydväst är den kuperad. Runt Vāshūr är det ganska tätbefolkat, med 75 invånare per kvadratkilometer. Närmaste större samhälle är Khabar Arkhī, 16,1 km norr om Vāshūr. Trakten runt Vāshūr består i huvudsak av gräsmarker.